# Calzada de Don Diego
Calzada de Don Diego es un municipio y localidad española de la provincia de Salamanca, en la comunidad autónoma de Castilla y León. Se integra dentro de la comarca del Campo de Salamanca (Campo Charro). Pertenece al partido judicial de Salamanca.
Su término municipal está formado por las localidades de Calzada de Don Diego, Carnero, El Tejado, El Vecino y La Estación, ocupa una superficie total de 44,09 km² y según los datos demográficos recogidos por el INE en el año 2017, cuenta con 170 habitantes.

## Geografía

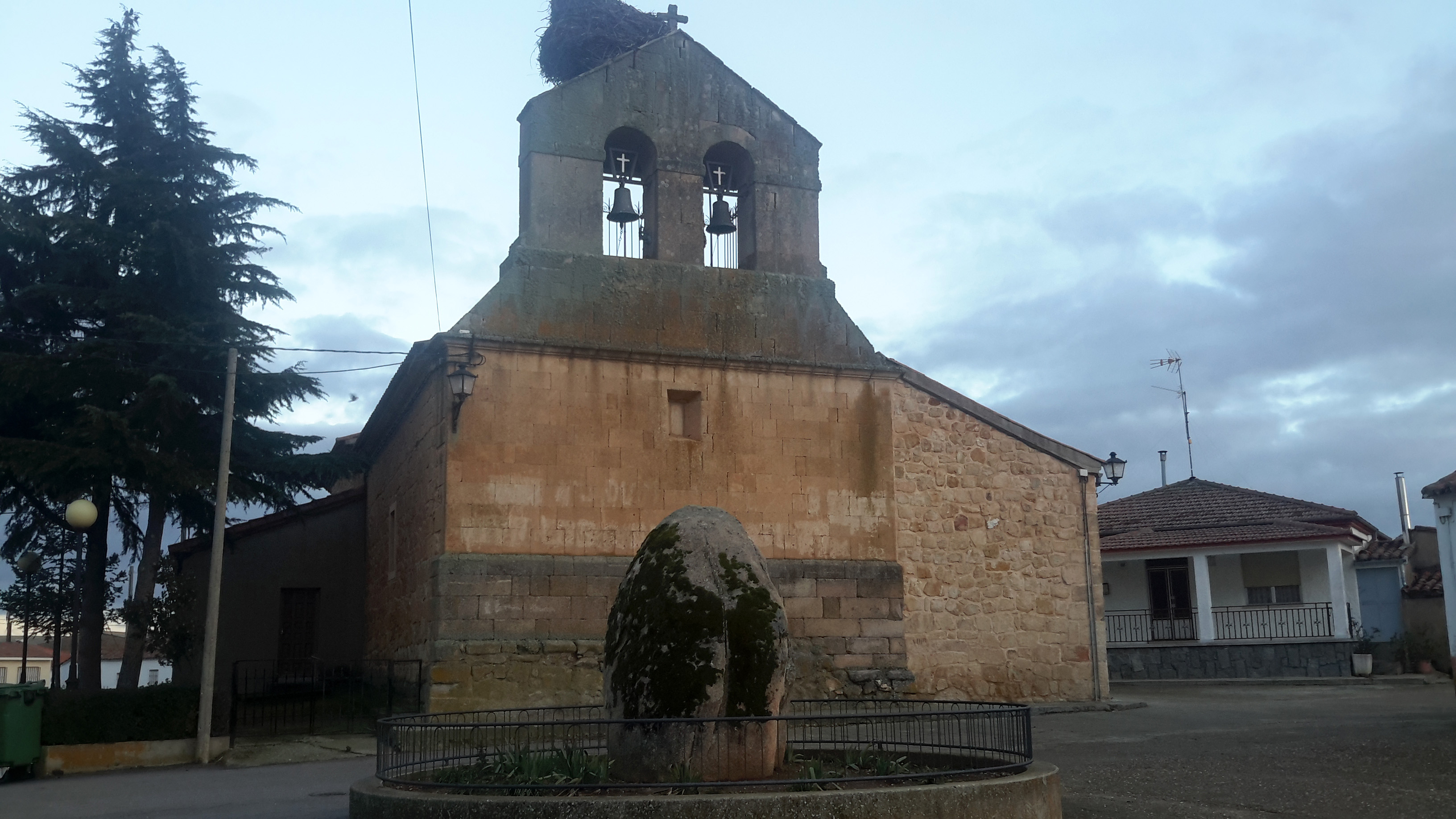
Iglesia de Santo Domingo de Guzmán.

Integrado en la comarca de Campo de Salamanca, se sitúa a 22 kilómetros de la capital provincial. El término municipal está atravesado por la Autovía de Castilla (A-62) entre los pK 259 y 265 y por su alternativa convencional, la carretera de Burgos a Portugal por Salamanca (N-620). Una carretera local permite la comunicación con Canillas de Abajo. El relieve del territorio es predominantemente llano, con altitudes que oscilan entre los 882 metros al sureste y los 810 metros al norte. El pueblo se alza a 812 metros sobre el nivel del mar. 
| Noroeste: Canillas de Abajo | Norte: Canillas de Abajo y Barbadillo | Noreste: Galindo y Perahuy                                      |
| Oeste: Canillas de Abajo    |                                       | Este: Carrascal de Barregas                                     |
| Suroeste: Robliza de Cojos  | Sur: Matilla de los Caños del Río     | Sureste: Carrascal de Barregas (exclave) y Barbadillo (exclave) |

## Historia
La fundación de Calzada de Don Diego se remonta a la repoblación efectuada por los reyes de León en la Edad Media, quedando integrada la localidad en el cuarto de Baños de la jurisdicción de Salamanca, dentro del Reino de León, denominándose entonces Caniellas de Calçada. En cuanto a las pedanías del municipio en el siglo XIII existían las siguientes, también en el cuarto de Baños: El Tellado (El Tejado) y Carnero. Con la creación de las actuales provincias en 1833, Calzada de Don Diego quedó encuadrado en la provincia de Salamanca, dentro de la Región Leonesa.

## Geografía humana

### Demografía
Cuenta con una población de 131 habitantes (INE 2024).
| Gráfica de evolución demográfica de Calzada de Don Diego entre 1842 y 2021 |
| |
| Población de derecho según los censos de población del INE Población de hecho según los censos de población del INEEntre el censo de 1991 y el anterior, aparece este municipio porque se segrega del municipio 37040 (Barbadillo) Entre el censo de 1981 y el anterior, este municipio desaparece porque se agrupa en el municipio 37040 (Barbadillo) |

### Núcleos de población
El municipio se divide en varios núcleos de población, que poseían la siguiente población en 2015 según el INE.
| Núcleo de población  | Población |
| -------------------- | --------- |
| Calzada de Don Diego | 171       |
| Carnero              | 9         |
| El Tejado            | 5         |
| La Estación          | 0         |
| El Vecino            | 0         |

## Monumentos y lugares de interés
- Castillo de El Tejado (El Tejado).
- Iglesia parroquial de Santo Domingo de Guzmán y torreón (Calzada de Don Diego).
- Iglesia (Carnero).
- Antigua estación de tren (entre Calzada y Castrejón).

## Administración y política
| Partido político                         | 2019  | 2019  | 2019       | 2015  | 2015  | 2015       | 2011  | 2011  | 2011       | 2007  | 2007  | 2007       | 2003  | 2003  | 2003       |
| Partido político                         | %     | Votos | Concejales | %     | Votos | Concejales | %     | Votos | Concejales | %     | Votos | Concejales | %     | Votos | Concejales |
| Partido Popular (PP)                     | 88,29 | 98    | 4          | 86,33 | 120   | 4          | 56,07 | 97    | 4          | 46,24 | 80    | 1          | 66,28 | 114   | 4          |
| Partido Socialista Obrero Español (PSOE) | 11,71 | 13    | 1          | 12,23 | 17    | 1          | 42,20 | 73    | 1          | 53,18 | 92    | 4          | 31,40 | 54    | 1          |
| Coalición SI por Salamanca (SI)          | —     | —     | —          | —     | —     | —          | 0,58  | 1     | 0          | —     | —     | —          | —     | —     | —          |
| Unión del Pueblo Salmantino (UPSa)       | —     | —     | —          | —     | —     | —          | —     | —     | —          | —     | —     | —          | 1,74  | 3     | 0          |